# Castleton, Newport
Castleton är en by i Newport i Wales. Byn är belägen 9,9 km 
från Cardiff. Orten har 792 invånare (2016).